# Kara Robinson Chamberlain
Kara Robinson Chamberlain (voor haar huwelijk bekend als Kara Robinson) (Amerika, 1986/1987) is een spreekster, voormalig politiemedewerkster en schoolvoorlichtster. Ze is met name bekend geworden doordat ze in 2002 op 15-jarige leeftijd door seriemoordenaar Richard Evonitz ontvoerd werd en hiervan wist te ontsnappen.

## Ontvoering
Op 24 juni 2002 werd Chamberlain, die toen nog Kara Robinson heette, ontvoerd door Richard Evonitz, die op dat moment reeds drie tienermeisjes had vermoord. Evonitz zag haar buiten het huis van een vriendin de planten water geven, parkeerde zijn auto en liep naar haar toe. Hij deed alsof hij haar een flyer wilde geven, maar zette een pistool op haar hals en dwong haar in zijn auto te stappen. Hij bracht haar naar zijn appartement, waar hij haar verkrachtte. Hij hield haar 18 uur lang vast, totdat hij in slaap viel en zij de kans kreeg te ontsnappen. Ze vluchtte en werd door twee voorbijgangers afgezet bij het politiestation.

### Rol politie
Tot die tijd had de politie amper iets gedaan. Hoewel haar familie naar de politie was gegaan, was haar verdwijning afgedaan als een puber die weggerend was van huis. De politie kon echter snel in actie komen door alle informatie die Chamberlain verschafte. Door de details die ze kon geven toen ze met de politieonderzoekers mee ging om te zoeken naar het appartement waarin ze was vastgehouden, kon een klusjesman op het appartementencomplex het juiste appartement aanwijzen. Evonitz was echter al verdwenen naar zijn zus in Florida, die hem aangaf. Na een politieachtervolging schoot hij zichzelf dood. Tijdens een interview in 2024 zei Chamberlain dat dit haar destijds boos had gemaakt, omdat ze zich via een rechtszaak op hem had willen wreken. Toch zou ze later denken dat het voor haar familie en toenmalige vriendje beter was dat zij niet alle details van de ontvoering hoefden te horen.

## Latere leven
Naar aanleiding van haar eigen ervaringen en het prettige contact dat hierdoor met de lokale sheriff ontstond, ging Robinson zelf aan het werk als politie-inspecteur. Ze richtte zich vooral op (kinder)misbruikzaken. Ook was ze werkzaam als politievoorlichtster op scholen. Na de geboorte van haar kinderen, ze heeft twee jongens en een meisje met haar echtgenoot die ze via de politie ontmoette, ging ze over op het houden van toespraken en werd ze actiever op socialemediakanalen om andere slachtoffers te ondersteunen. Ze heeft via deze kanalen een vrouw uit de mensenhandel helpen ontsnappen.